# Caterpillar
A Caterpillar (rövidítve: Cat, stilizálva: CAT, CATERPILLAR) a világ legnagyobb munkagép-gyártó vállalata.  A cég kínálatában bakancsok, munkaruhák, telefonok, órák illetve ajándéktárgyak is találhatóak.

## Története
Benjamin Holt megalapította 1833-ban a Stockton Wheel Service nevű céget a kaliforniai Stocktonban, amely később Holt Manufacturing Company névre változott, 1892-ben. Holt volt a "hernyótalpas" traktor feltalálója (innen a "caterpillar" elnevezés, a szó ugyanis hernyót jelent). 1910-ben az illinoisi Peoriában nyitott egy gyártelepet, majd 1925-ben Caterpillarra változtatta a nevet. A cég főhadiszállása hosszú ideig itt volt, idővel azonban a szintén illinoisi Deerfieldbe tették át székhelyüket. A vállalat legnagyobb riválisa a japán Komatsu, a világ második legnagyobb munkagép-gyártó cége. 1992 óta Magyarországon is van gyártelepe, Gödöllőn.